# Bojowy wóz piechoty

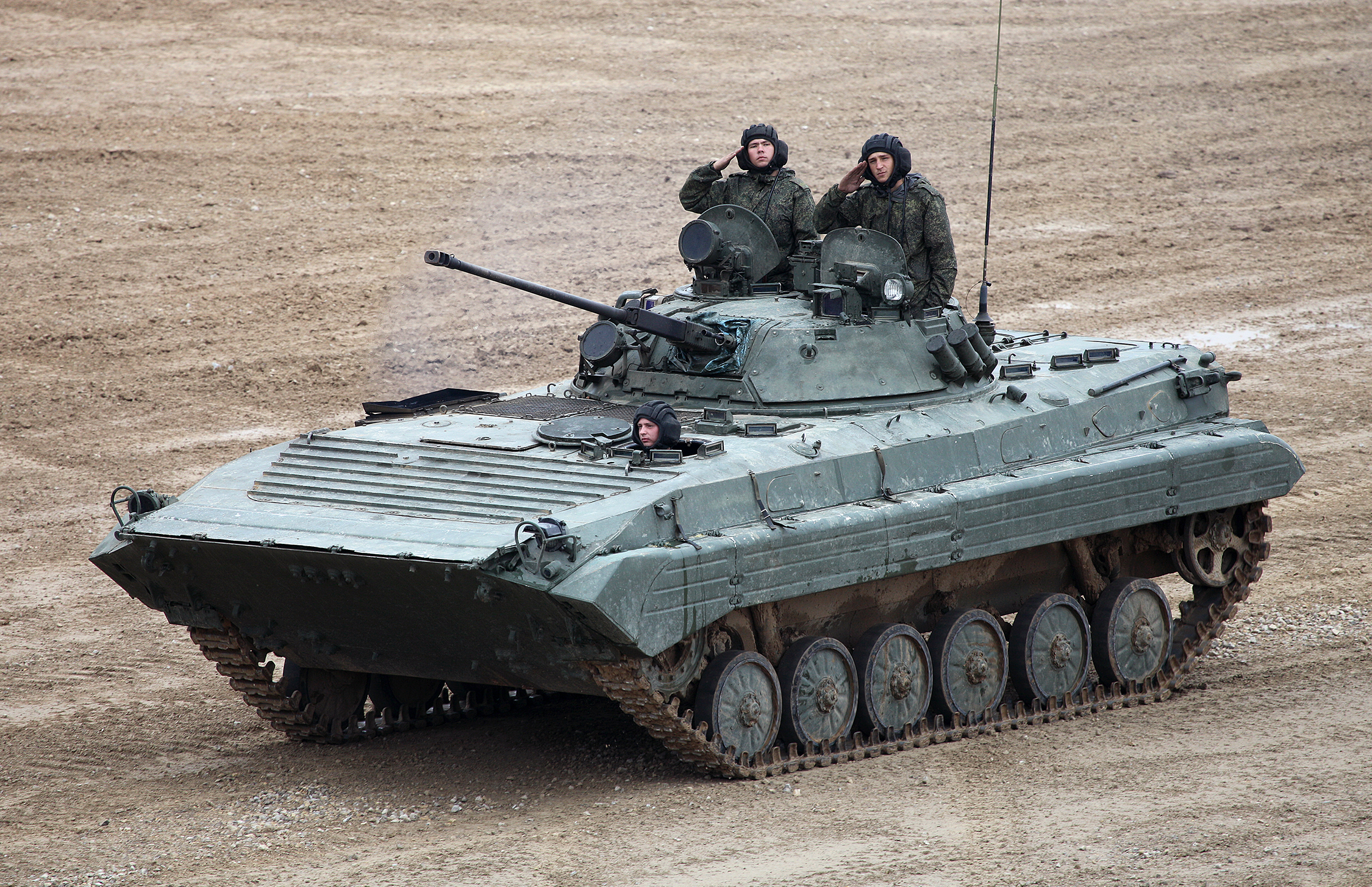
Radziecki BMP-2

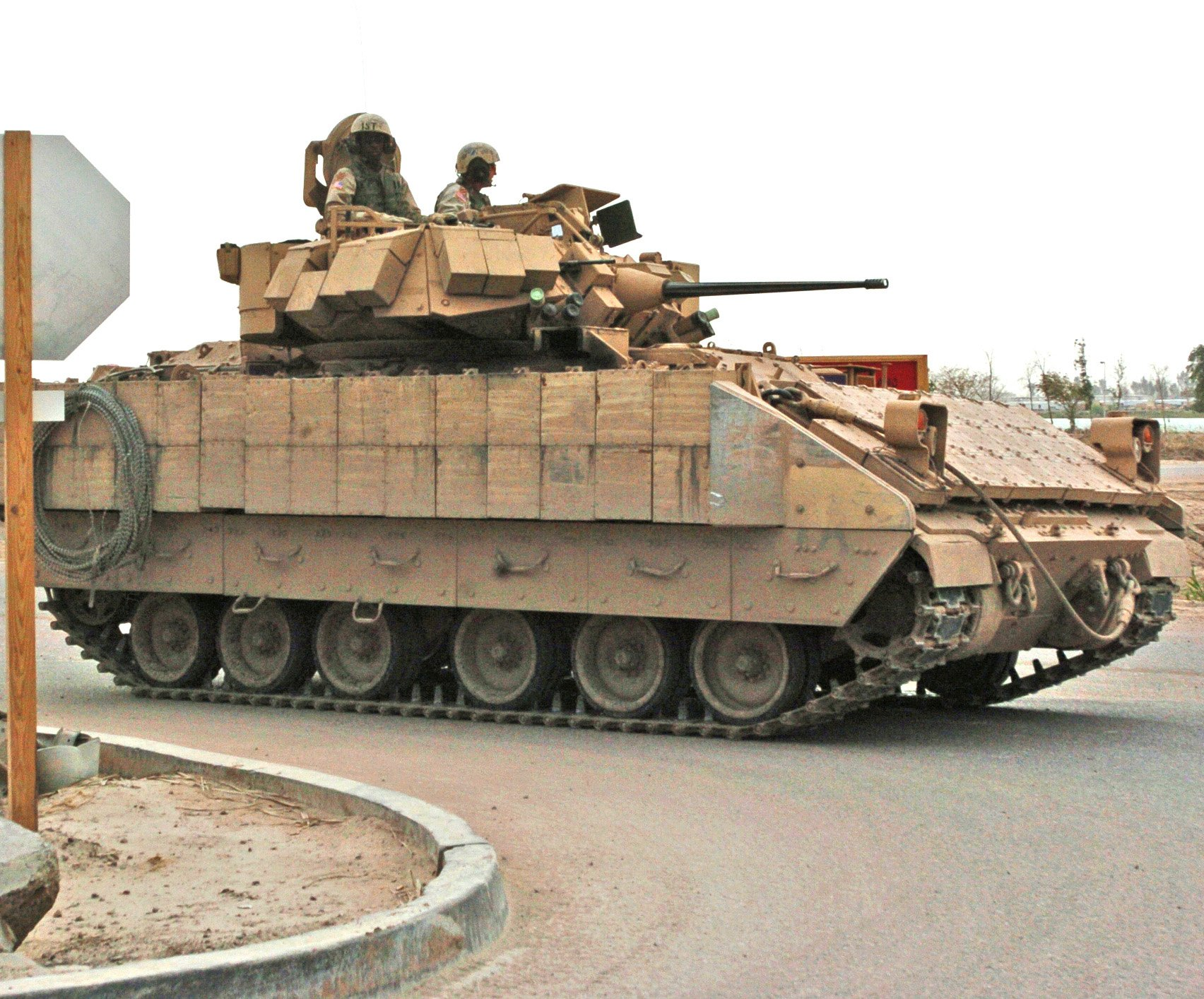
Amerykański M2 Bradley

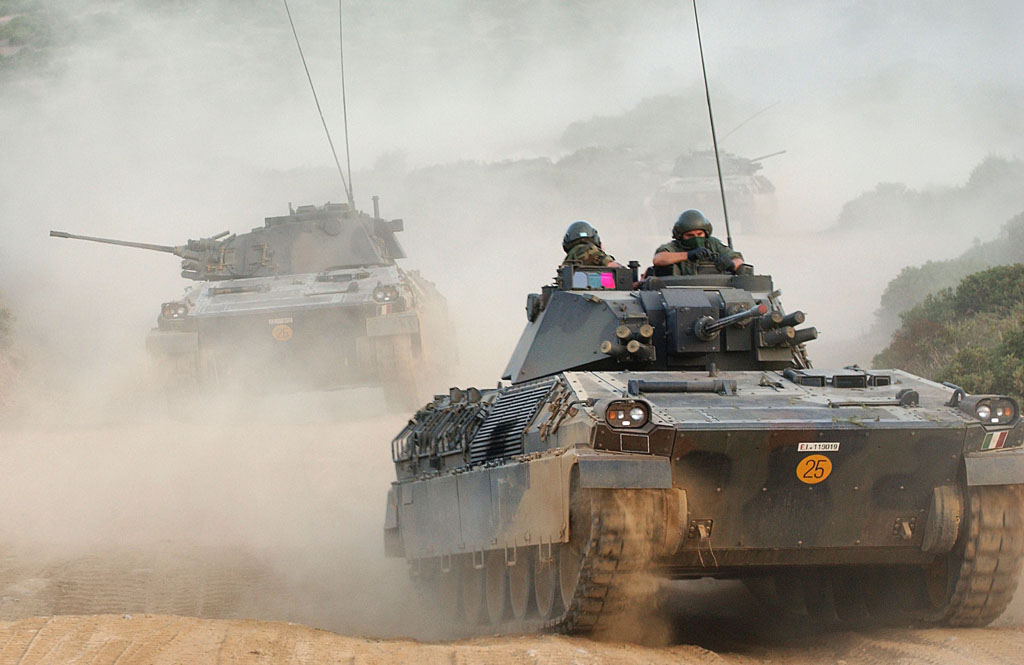
Włoski Dardo

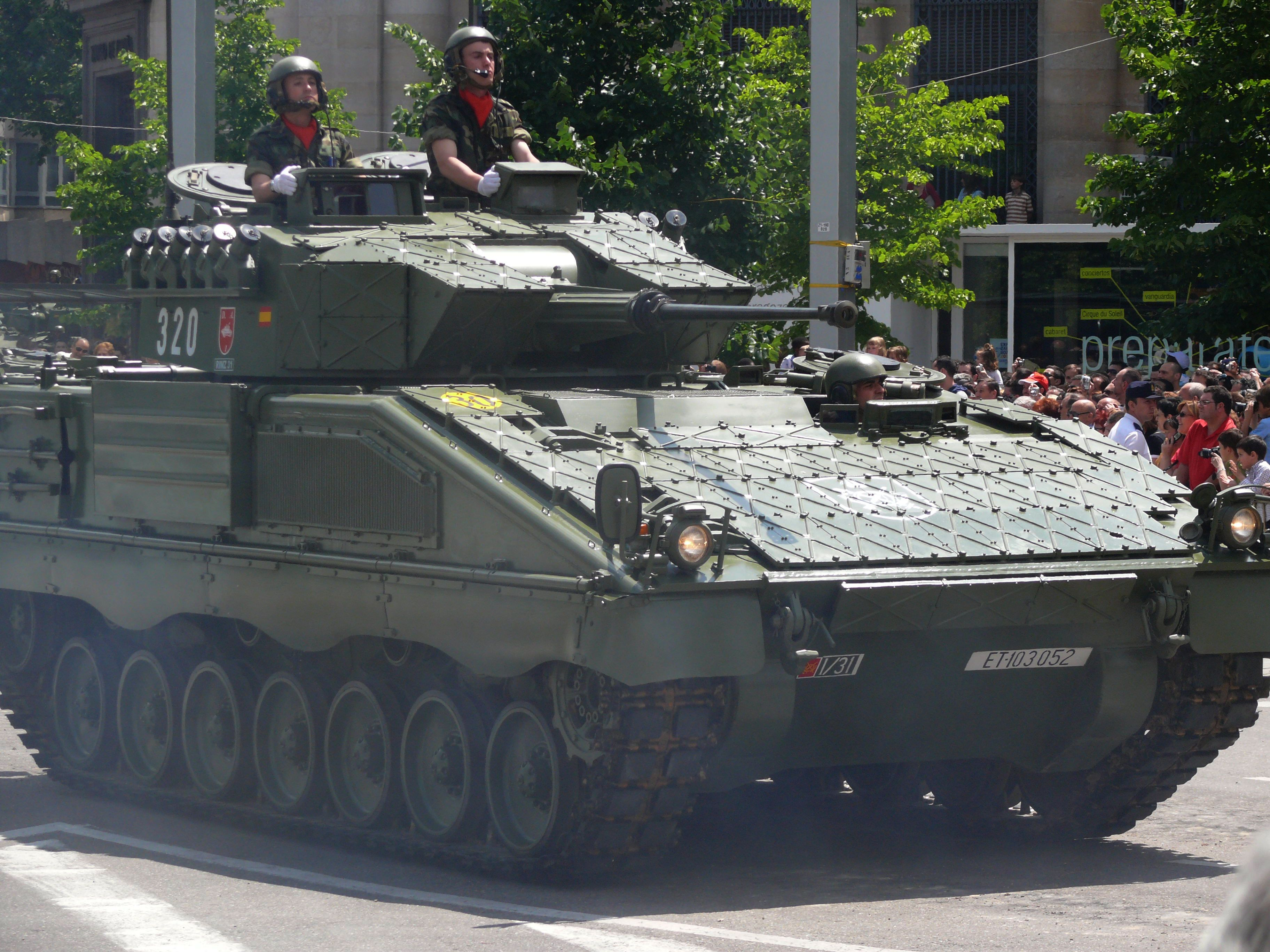
Hiszpańsko-austriacki ASCOD

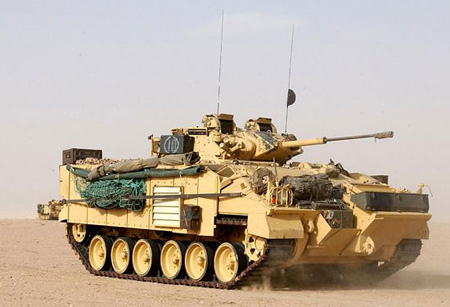
Brytyjski MCV-80 Warrior

Bojowy wóz piechoty (BWP) – uzbrojony i opancerzony wóz bojowy, zwykle gąsienicowy, przeznaczony do przewożenia żołnierzy piechoty zmechanizowanej na polu walki i jej wsparcia ogniowego.
Za pierwowzór bojowych wozów piechoty można uznać przystosowane w Wielkiej Brytanii w czasie I wojny światowej przerobione czołgi Mark V, mieszczące ośmioosobową załogę i 25 piechurów. Współczesne bwp wykształciły się w połowie lat 60. XX w. w drodze rozwoju gąsienicowych transporterów opancerzonych. Pierwszą konstrukcją tego typu był radziecki BMP-1 wprowadzony na uzbrojenie w 1966.
Od klasycznego transportera opancerzonego bojowy wóz piechoty różni się przede wszystkim:
- uzbrojeniem, złożonym zwykle z armaty samoczynnej, karabinu maszynowego i wyrzutni przeciwpancernych pocisków kierowanych
- możliwością prowadzenia walki przez żołnierzy desantu z wnętrza pojazdu
- dużą odpornością osłony pancernej
- większą ruchliwością i zdolnością pokonywania przeszkód terenowych

Bojowe wozy piechoty buduje się przede wszystkim jako pojazdy gąsienicowe, dzięki czemu mają ruchliwość podobną do czołgów, którym mogą towarzyszyć w ataku. Dzięki zdolnościom do poruszania się w trudnym terenie nadają się do prowadzenia walki we wszystkich warunkach, w jakich można użyć czołgów – zwłaszcza w szykach pododdziałów desantowych i rozpoznawczych. Oprócz pojazdów gąsienicowych, według współczesnej klasyfikacji międzynarodowej, bojowymi wozami piechoty nazywa się także kołowe pojazdy o konstrukcji transporterów opancerzonych, jeśli są uzbrojone w działko kalibru co najmniej 20 mm.
Uzbrojenie bojowych wozów piechoty najczęściej stanowią szybkostrzelne małokalibrowe armaty automatyczne kalibru 20–30 mm, rzadziej do 40 mm, umieszczone w wieży obrotowej. Wyjątkami są konstrukcje radzieckie, np. BWP-1 (BMP-1), uzbrojone w armatę kalibru 73 mm, oraz BMP-3 – w armatę 100 mm i realizowane właśnie wersje nowych konstrukcji Bajkał i Dieriwacija z armatą 57 mm. Z armatą sprzężony jest zwykle karabin maszynowy. Część bojowych wozów piechoty uzbrojona jest ponadto w wyrzutnie przeciwpancernych pocisków kierowanych, dające im możliwość walki z czołgami. Oprócz tego, jako pomocnicze uzbrojenie, liczne pojazdy tego typu mają otwory strzelnicze umożliwiające żołnierzom desantu prowadzenie ognia z broni strzeleckiej z wnętrza pojazdu. Początkowo do naprowadzania uzbrojenia stosowano dość proste celowniki. Od lat 90. jednak w konstrukcji bojowych wozów piechoty zaczęto stopniowo wprowadzać coraz bardziej zaawansowane systemy kierowania ogniem, zwiększające skuteczność użycia uzbrojenia, zwłaszcza w ruchu i w nocy, dorównujące w niektórych przypadkach współczesnym czołgom.  
Z powodu limitów masy, opancerzenie bojowych wozów piechoty było początkowo jedynie nieco lepsze niż transporterów opancerzonych i znacznie słabsze od czołgów, zapewniające ochronę ze wszystkich stron przed pociskami broni strzeleckiej kalibru do 12,7 mm i odłamkami. Od lat 80. występuje jednak tendencja do zwiększania stopnia odporności opancerzenia zasadniczego, także poprzez stosowanie nakładanych z przodu i boków pojazdu dodatkowych paneli pancernych z materiałów nowej generacji, jak kevlar. W efekcie, nowoczesne bojowe wozy piechoty mogą być odporne także na ostrzał z działek kalibru 20–30 mm z przedniej półsfery.
Typowym układem konstrukcyjnym dla bojowych wozów piechoty jest przedział silnika z przodu po jednej ze stron (z reguły po prawej), a obok niego przedział kierowania z miejscem kierowcy. Środek pojazdu zajmuje przedział bojowy z wieżą obrotową, a tył pojazdu – przedział desantowy, z miejscami dla żołnierzy desantu. Dostęp do przedziału desantu zapewniają duże drzwi lub rampa w tylnej ścianie pojazdu, oraz włazy w dachu. Bojowe wozy piechoty, oprócz 2-3 osobowej załogi, zabierają z reguły 8 żołnierzy desantu.
Część bojowych wozów piechoty jest pojazdami amfibijnymi, mogącymi pływać w wodzie (przede wszystkim radzieckie BMP), aczkolwiek możliwość pływania w części pojazdów została zamieniona na możliwość polepszenia opancerzenia, wiążącą się ze wzrostem masy.
Gąsienicowe bojowe wozy piechoty stanowiły podstawowy środek prowadzenia walki piechoty zmechanizowanej od lat 70. do 90., stanowiąc element doktryny przewidującej konflikt wysoko rozwiniętych państw, dysponujących silnymi armiami pancernymi. Ich zadaniem była ochrona żołnierzy przed ogniem artylerii i bronią masowego rażenia oraz wsparcie desantu. W związku z masowością użycia i przewidywanymi stratami, były one stosunkowo proste i tanie, a co za tym idzie słabo opancerzone i nie dysponujące zaawansowanymi systemami kierowania ogniem. Słabe opancerzenie wynikało także z chęci zachowania pływalności, istotnej dla szeroko zakrojonych operacji. W związku z zakończeniem zimnej wojny i zmianą głównych zagrożeń na świecie, zmianie ulegał także model sił zbrojnych. W dalszych dziesięcioleciach zamawiano głównie bardziej mobilne, bardziej przydatne w misjach zagranicznych, lżejsze i tańsze kołowe transportery opancerzone i bojowe wozy piechoty (przykład polskiego Rosomaka i amerykańskiego Strykera). Z drugiej strony, profesjonalizacja mniej licznych sił zbrojnych, wiążąca się z większą wartością wyszkolonych żołnierzy, wymusiła zwiększenie odporności opancerzenia bojowych wozów piechoty. Poszło też za tym zwiększenie skuteczności uzbrojenia przez zastosowanie systemów kierowania ogniem, powodujące znaczny wzrost ceny pojazdów. Konflikty takie, jak wojna w Afganistanie, ukazały konieczność powstawania wersji znacznie mocniej opancerzonych i bardziej odpornych na eksplozje, a tym samym cięższych, kosztem rezygnacji z pływalności. Większość aktualnie oferowanych BWP nie posiada pływalności. Polskie MON pływalność uznaje za wymóg konieczny, pływalnością dysponują też stare i nowe, kołowe i gąsienicowe, konstrukcje rosyjskie, jakkolwiek zapowiadane są także rosyjskie wersje ciężko opancerzone.
Na bazie bojowych wozów piechoty buduje się też bojowe wozy rozpoznawcze.